# Đá hạt
Theo bảng phân loại Dunham, đá hạt là đá trầm tích cacbonat kết cấu hạt không chứa micrit. Các khoảng trống giữa các hạt được lấp đầy bởi xi măng spat.

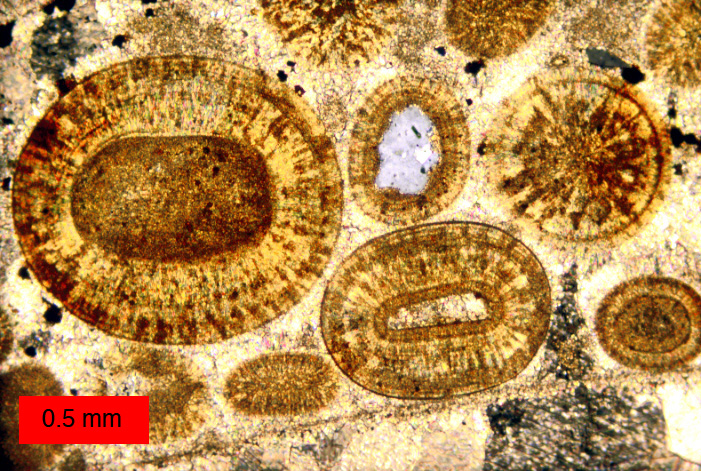
Lát mỏng của đá hạt với các hóa thạch ooid; thành hệ Carmel giữa Kỷ Jura, miền nam Utah, Hoa Kỳ
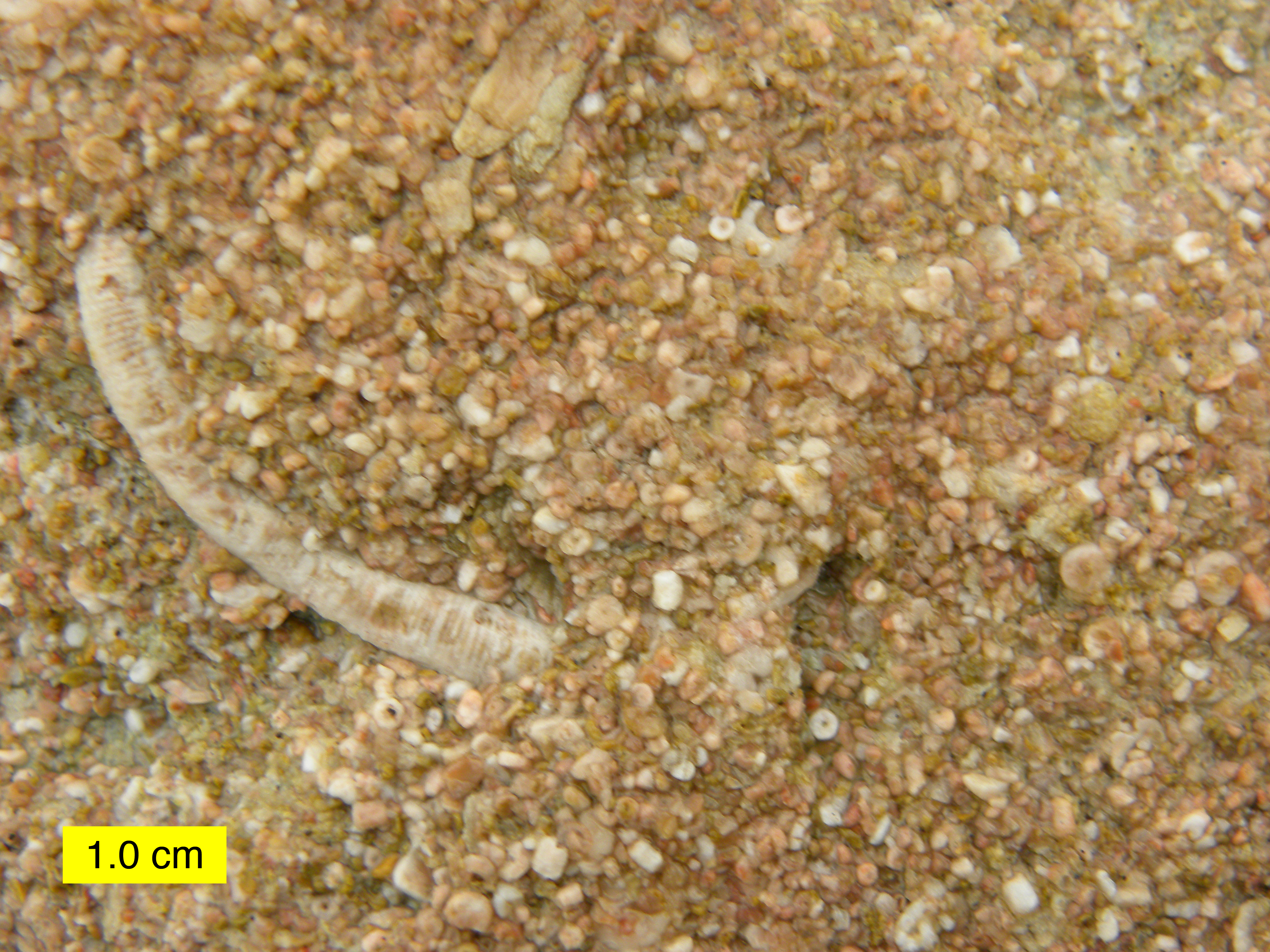
Đá hạt (thành hệ Brassfield gần Fairborn, Ohio, Mỹ). Hạt là các mảnh vỡ huệ biển